# Mixtlalcingo
Mixtlalcingo är en ort i Mexiko.   Den ligger i kommunen Yecapixtla och delstaten Morelos, i den sydöstra delen av landet, 70 km söder om huvudstaden Mexico City. Mixtlalcingo ligger 1 413 meter över havet och antalet invånare är 1 257.
Terrängen runt Mixtlalcingo är kuperad österut, men västerut är den platt. Runt Mixtlalcingo är det ganska tätbefolkat, med 222 invånare per kvadratkilometer. Närmaste större samhälle är Cuautla Morelos, 3,8 km väster om Mixtlalcingo. Omgivningarna runt Mixtlalcingo är en mosaik av jordbruksmark och naturlig växtlighet.